# 100 East Wisconsin
El 100 East Wisconsin, o The Faison Building, es un rascacielos ubicado en el centro de Milwaukee, Wisconsin. Erigido en 1989 en el sitio del antiguo Pabst Building, su diseño refleja la arquitectura germano-estadounidense que se ha conservado en el centro de Milwaukee, al igual que el Ally Detroit Center de Detroit. El edificio limita al oeste con el río Milwaukee a lo largo del Milwaukee Riverwalk. Es el tercer edificio más alto de Wisconsin, detrás del U.S. Bank Center, y Northwestern Mutual Tower and Commons también ubicados en el centro de Milwaukee.

## Historia
La ubicación de 100 East Wisconsin en la esquina noroeste de la avenida East Wisconsin y North Water Street se ha considerado históricamente como el sitio de construcción más antiguo de la ciudad. Esta fue la ubicación del primer asentamiento europeo de Milwaukee por Henry Vieau, el sitio de la cabaña y el puesto comercial originales del fundador de la ciudad, Solomon Juneau, construido en 1820 y el sitio del edificio Pabst de 72 m y 14 pisos construido en 1891 y demolido en 1981.
Después de no poder desarrollar un rascacielos llamado River Place a principios de la década de 1980, los propietarios de la propiedad en 100 East Wisconsin vendieron la propiedad al desarrollador de Charlotte Faison Associates en diciembre de 1987. Tras la compra, en enero de 1987, Faison publicó representaciones de la torre diseñada por el estudio de arquitectura de Charlotte de Clark, Tribble, Harris & Li. La torre se convertiría en el segundo edificio más alto de la ciudad, detrás del U.S. Bank Center, con 40.000 m² de espacio para oficinas y 410 plazas de aparcamiento.
Con los planes establecidos, en marzo de 1987 los trabajadores comenzaron a deconstruir el parque en el lugar de la torre. El paisaje eliminado se trasladó a la Universidad de Marquette y los bancos se donaron al Centro Comunitario de West End. La construcción de la estructura de hormigón se inició a mediados de 1987 y la ocupación se produjo en abril de 1989.

## Arquitectura
Diseñada por Clark, Tribble, Harris & Li, la torre presenta una huella rectangular y está rematada con una corona similar a la del antiguo Pabst Building y el Ayuntamiento de Milwaukee. Además, los arcos de la base también fueron diseñados para rendir homenaje a los de la base del edificio Pabst de estilo renacentista flamenco.